# 510-е годы до н. э.
510-е (пятьсо́т деся́тые) го́ды до на́шей э́ры по пролептическому юлианскому календарю — промежуток времени с 1 января 519 года до н. э. по 31 декабря 510 года до н. э., включающий с 519 по 511 годы 9-го десятилетия  и 510 год 10-го десятилетия VI века 1-го тысячелетия до н. э. Им предшествовали 520-е годы до н. э., за ними следовали 500-е годы до н. э. Они закончились 2535 лет назад.

## Важнейшие события
- 510-е-500-е годы — Расцвет творчества этрусского скульптора Вулки.
- Начало 510-х годов — Дорией, сын Анаксандрида, отправился с колонистами в Ливию, затем на Сицилию.
- 514 г. до н. э. — поход Дария I в Скифию.
- 510 г. до н. э. — Афиняне изгнали тирана Афин Гиппия. Гиппий поселился в Ахаменидской Персии.

- 510 г. до н. э. — Китай — 32-й год по эре правления луского князя Чжао-гуна[1].
- В 1 луне лусцы взяли город Кань в Чжу[2].
- В Юэ взошёл на престол Юнь Чан.
- Летом войско У напало на Юэ и одержало победу[3][4].
- Зимой цзиньский гун возглавил чжухоу в постройке стен вокруг столицы Чжоу[5] (согласно комментарию Ду Юя, Цзин-ван II жил в старой столице Чэнчжоу, и этот город был теперь обнесён стеной, а сторонники царевича Чжао жили в Ванчэне на западном берегу той же реки Чаньшуй[6][7]). По «Го юй», идею построить стены Чэнчжоу предложили чжоуские сановники Лю Вэнь-гун и Чан Хун, а цзиньский Вэй Сянь-цзы одобрил её. Вэйский Бяо Си не одобрил это (эпизод 33 «Го юй»)[8]. сунцы заявили, что их долю работ должны выполнить Тэн и Се, те возмутились, и Цзинь отвергло требование Сун, а стены выстроили всего за месяц[9]. Согласно «Чуньцю», строительством руководили цзиньский Хань Бу-синь, циский Гао Чжан, сунский Чжун Цзи, вэйский Ши Шу-шэнь, чжэнский Го Шэнь, луский Чжунсунь Хэ-цзи, также цаосцы, цзюйцы, сесцы, люди из Малого Ци и из Малого Чжу[10].
- Вэй Сянь-цзы устроил съезд дафу в Дицюане и устроил охоту на озере Далу, во время которой погиб от огня, когда лес зажгли для преследования зверей[11].
- В 12 луне, в день цзи-вэй умер в Ганьхоу князь Лу Чжао-гун[12], лусцы поставили у власти младшего брата Суна (Дин-гун, эра правления 509—495)[13]. Сыма Цянь приводит разговор Чжао Цзянь-цзы с историографом Мо: тот сказал, что роду Цзи не грозит месть гуна, так как гуна даже не знает народ[14].
- Конфуций вернулся из Ци в Лу[15].
- Князь Цао Шэн-гун убит младшим братом Пин-гуна Туном, который встал у власти (Инь-гун, эра правления 509—506)[16].